# Nikki (Benin)
Nikki è una città situata nel dipartimento di Borgou nello Stato del Benin con 118 122 abitanti (stima 2006).

## Amministrazione
Il comune è formato dai seguenti 7 arrondissement:
- Biro
- Gnonkourakali
- Nikki
- Ouénou
- Sérékalé
- Suya
- Tasso